# HD 146514
HD 146514，又名BD-03 3910，SAO 141075、HR 6067，是一颗恒星，视星等为6.18，位于銀經9.03，銀緯31.52，其B1900.0坐标为赤經16h 11m 39.6s，赤緯-3° 31.52′ 20″。